# لوییس سرنودا
لوییس سِرنودا بیدون (اسپانیایی: Luis Cernuda Bidón‎؛ متولد: ۲۱ سپتامبر ۱۹۰۲- درگذشت: ۵ نوامبر ۱۹۶۳)، شاعری اسپانیایی و از اعضای «نَسلِ ۲۷» بود. وی در اوایل سال (۱۹۳۸) و در طی جنگ داخلی اسپانیا جهت ایراد چندین سخنرانی به انگلیس رفت. این اقدام، سرآغاز تبعیدی شد که تا پایان عمر او هم ادامه یافت. در سال (۱۹۷۴) و قبل از مهاجرت به آمریکا، او مشغول تدریس در دانشگاههای گلاسکو و کمبریج بود. وی در دههٔ (۱۹۵۰) به مکزیک رفت. او ضمن سرودن شعر، کتابهای بسیاری با مباحث انتقادی در حوزهٔ ادبیات فرانسوی، انگلیسی، آلمانی و اسپانیایی منتشر کرد. او در زمانی که همجنسگرایی همچنان موضوعی مشکل‌ساز بود، بیپروا و با صِراحت از گرایش جنسی خود صحبت کرده و در این زمینه به الگویی در اسپانیا تبدیل شد. مجموعهٔ اشعار او تحت عنوان «واقعیت و آرزو» به چاپ رسیده‌است.

## زندگی‌نامه

### سویل و دوران کودکی
سرنودا در سال (۱۹۰۲) در محلهٔ «باریو سانتا کروز» در سِویل متولد شد. پدر او، یکی از سرهنگهای «هَنگ مهندسی» بود. او دو خواهر بزرگتر داشت. اشعار و نثرهای مُسجَع گردآوریشده در کتاب اوکناس شامل خاطرات و برداشتهای فکری اوست. این اشعار نشان میدهد که وی کودکی منزوی، درونگرا و خجالتی بوده که ناخرسندی و ناکامی خانوادهاش سبب میشد تا با کتابها و تصاویر خیالی قوی برگرفته از شهر زادگاهش زندگی کند. اولین مواجههٔ او با شعر در سن ۹ سالگی رخ داد که به نسخهای از اشعار عاشقانه در کتاب «ریماس برکوارز» دسترسی پیدا کرد که توسط عموزادههایش لوئیزا و سوتا به خواهرانش امانت داده شده بود. بعدها و به گواه او، این کتاب تنها تأثیری مبهم بر او به جا گذاشت. در حدود سن ۱۴ سالگی و در حین تحصیل در مدرسهٔ اسکولاپیوس در سویل (از سال ۱۹۱۵ تا ۱۹۱۹) بود که او شروع به سرودن شعر کرد. در سال (۱۹۱۴)، خانوادهٔ او به پادگان مهندسان پِرادو در حومهٔ سویل رفتند. سپس آنها در سال (۱۹۱۸) به کالهدلایر مهاجرت کردند. جایی که سرنودا بعدها موفق به سرودن مجموعهٔ اشعار خود با عنوان «واقعیت و آرزو» شد.
وِی تحصیلاتش را در سال (۱۹۱۹) در رشتهٔ حقوق در دانشگاه سویل آغاز کرد و در اولین سال تحصیلی در کلاسهای زبان و ادبیات اسپانیایی پدرو سالیناس هم شرکت کرد. کمرویی زیاد مانع از اشارهٔ او به فعالیتهایش در زمینهٔ ادبیات شد. تا اینکه توانست توجهٔ سالیناس را به نَثر مُسجَع چاپ شدهٔ خود در یک مجلهٔ دانشجویی جلب نماید. سالیناس، سرنودا را به مطالعهٔ اشعار کلاسیک اسپانیایی و ادبیات مدرن فرانسه تشویق کرد. سرنودا به پیشنهاد سالیناس اولین مجموعهٔ اشعار خود با عنوان «واقعیت و آرزو» را برای مانوئل آلتولاگیر و امیلیو پرادوس فرستاد. آنها از اواخر سال (۱۹۲۶) اقدام به انتشار مجلهای به نام «لیتورال» کرده بودند. بسیاری از این مجلات به شکل مرسوم در آن زمان اشعاری را با عنوان ضمیمه چاپ میکردند.
پدر او در سال (۱۹۲۰) درگذشت و وِی به همراه مادر و خواهرانش زندگی کرد. خدمت سربازی خودش را در سال (۱۹۲۳) و در هَنگِ سوارهنظام به پایان رسانید. در سال (۱۹۲۴) و در زمان اتمام دورهٔ کارشناسی خود به همراه جمع معدودی از دانشجویان در جلسات برگزارشده در خانهٔ سالیناس شرکت کرد.